# Punta del Purgatori
La Punta del Purgatori és una muntanya de 366 metres que es troba al municipi del Cogul, a la comarca de la Garrigues.